# Editorial (opinió)
|  | Per a altres significats, vegeu «Editorial (desambiguació)». |

Un editorial és un gènere periodístic que consisteix en un text, sense signatura explícita, que explica, valora i jutja un fet o situació d'actualitat, i en el qual es manifesta la ideologia del mitjà de comunicació; sovint l'autor de l'editorial és el director del mitjà.
Aquest gènere va començar als diaris, on els editorials solen trobar-se a la segona plana o en un lloc preferent. En certa manera es pot considerar un tipus d'assaig breu.
Remarquem que, en aquesta accepció, el mot editorial és de gènere masculí, perquè és reducció de la forma original, article editorial, és a dir, 'article de l'editor' o 'article de la companyia editora'.

## Funcions
L'editorial pot complir diverses funcions alhora. Les funcions de l'editorial són explicar els fets i la seva importància, donar antecedents (contextualització històrica), predir el futur,formular judicis morals o de valor i cridar a l'acció.

## Tipus
- Explicatius: en els quals no es dedueix cap opinió directa.
- La tesi o opinió: en què s'expressa clarament l'opinió favorable o desfavorable.
- Informatius: es dirigeix al coneixement o la percepció.
- Interpretatius: introdueix causes, efectes, futur, conjectures, entre d'altres.
- Per convèncer: es disposa en forma retòrica, amb argumentacions i contrargumentacions, per intentar arribar a l'ànim del lector.
- D'acció: en ell es tracten de posar en acció tots els ressorts pels quals es pugui moure la voluntat del lector.